# Aleurodiscus vitellinus
Aleurodiscus vitellinus är en svampart som först beskrevs av Joseph-Henri Léveillé, och fick sitt nu gällande namn av Narcisse Theophile Patouillard 1900. Aleurodiscus vitellinus ingår i släktet Aleurodiscus och familjen Stereaceae.   Inga underarter finns listade i Catalogue of Life.